# Sport-Verein Werder von 1899 1989-1990
Questa voce raccoglie le informazioni riguardanti il Sport-Verein Werder von 1899 nelle competizioni ufficiali della stagione 1989-1990.

## Stagione
Nella stagione 1989-1990 il Werder Brema, allenato da Otto Rehhagel, concluse il campionato di Bundesliga al 7º posto. In Coppa di Germania il Werder Brema perse la finale con dal Kaiserslautern. In Coppa UEFA il Werder Brema fu eliminato in semifinale dalla Fiorentina.

## Rosa

Karl-Heinz Riedle, alla sua terza e ultima stagione al Werder Brema, si laurea capocannoniere della Coppa UEFA con 6 gol.

| N. |                     | Ruolo | Calciatore         |
| -- | ------------------- | ----- | ------------------ |
|    | Germania (bandiera) | P     | Oliver Reck        |
|    | Germania (bandiera) | P     | Jürgen Rollmann    |
|    | Germania (bandiera) | D     | Manfred Bockenfeld |
|    | Germania (bandiera) | D     | Ulrich Borowka     |
|    | Norvegia (bandiera) | D     | Rune Bratseth      |
|    | Germania (bandiera) | D     | Michael Kutzop     |
|    | Germania (bandiera) | D     | Jonny Otten        |
|    | Germania (bandiera) | D     | Gunnar Sauer       |
|    | Germania (bandiera) | D     | Thomas Schaaf      |
|    | Germania (bandiera) | D     | Andree Wiedener    |
|    | Germania (bandiera) | C     | Marco Bode         |

| N. |                          | Ruolo | Calciatore          |
| -- | ------------------------ | ----- | ------------------- |
|    | Germania (bandiera)      | C     | Dieter Eilts        |
|    | Germania (bandiera)      | C     | Oliver Freund       |
|    | Germania (bandiera)      | C     | Uwe Harttgen        |
|    | Germania (bandiera)      | C     | Günter Hermann      |
|    | Germania (bandiera)      | C     | Miroslav Votava     |
|    | Germania (bandiera)      | C     | Thomas Wolter       |
|    | Germania (bandiera)      | A     | Manfred Burgsmüller |
|    | Germania (bandiera)      | A     | Christoph Hanses    |
|    | Germania (bandiera)      | A     | Frank Neubarth      |
|    | Germania (bandiera)      | A     | Karl-Heinz Riedle   |
|    | Nuova Zelanda (bandiera) | A     | Wynton Rufer        |

## Organigramma societario
Area tecnica
- Allenatore: Otto Rehhagel
- Allenatore in seconda: Karl-Heinz Kamp
- Preparatore dei portieri:
- Preparatori atletici:

## Calciomercato

### Sessione estiva
| Acquisti | Acquisti           | Acquisti         | Acquisti |
| R.       | Nome               | da               | Modalità |
| -------- | ------------------ | ---------------- | -------- |
| D        | Manfred Bockenfeld | Waldhof Mannheim |          |
| C        | Uwe Harttgen       | Werder Brema II  |          |
| A        | Wynton Rufer       | Grasshoppers     |          |

| Cessioni | Cessioni         | Cessioni | Cessioni |
| R.       | Nome             | a        | Modalità |
| -------- | ---------------- | -------- | -------- |
| A        | Frank Ordenewitz | Colonia  |          |

### Sessione invernale
| Acquisti | Acquisti | Acquisti | Acquisti |
| R.       | Nome     | da       | Modalità |
| -------- | -------- | -------- | -------- |

| Cessioni | Cessioni      | Cessioni            | Cessioni |
| R.       | Nome          | a                   | Modalità |
| -------- | ------------- | ------------------- | -------- |
| C        | Norbert Meier | Borussia M'gladbach |          |

## Risultati

### Bundesliga

#### Girone di andata
| Amburgo 29 luglio 1989, ore 15:30 CEST 1ª giornata | St. Pauli   | 0 – 0 referto | Werder Brema | Millerntor-Stadion (20 551 spett.)\| Arbitro: \| Assenmacher \| |
| Arbitro:                                           | Assenmacher |               |              |                                                                 |

| Arbitro: | Wittke |

|                          |           |                          |
| Burgsmüller 5’ Rufer 61’ | Marcatori | 41’ Chaloupka 82’ Schütz |

| Arbitro: | Neuner |

|                             |           |  |
| Rufer 10’ Helmer 32’ (aut.) | Marcatori |  |

| Arbitro: | Dellwing |

|               |           |             |
| Wirsching 13’ | Marcatori | 41’ Borowka |

| Brema 22 agosto 1989, ore 20:00 CEST 5ª giornata | Werder Brema | 0 – 0 referto | Borussia M'gladbach | Weserstadion (21 149 spett.)\| Arbitro: \| Theobald \| |
| Arbitro:                                         | Theobald     |               |                     |                                                        |

| Arbitro: | Schmidhuber |

|                  |           |              |
| Theiss 4’ (rig.) | Marcatori | 72’ Harttgen |

| Arbitro: | Barnick |

|                                                  |           |  |
| Schmidt 34’ (aut.) Bockenfeld 35’ Rufer 46’, 48’ | Marcatori |  |

| Arbitro: | Strigel |

|                                       |           |               |
| Littbarski 8’, 69’ Rahn 14’ Sturm 84’ | Marcatori | 78’, 86’ Bode |

| Arbitro: | Löwer |

|  |           |             |
|  | Marcatori | 61’ Freiler |

| Arbitro: | Mierswa |

|                                              |           |  |
| Eck 37’ Ballwanz 40’ von Heesen 67’ Bode 85’ | Marcatori |  |

| Arbitro: | Dardenne |

|             |           |                     |
| Hermann 82’ | Marcatori | 27’ Bein 64’ Studer |

| Bochum 7 ottobre 1989, ore 15:30 CET 12ª giornata | Bochum | 0 – 0 referto | Werder Brema | Ruhrstadion (10 500 spett.)\| Arbitro: \| Wittke \| |
| Arbitro:                                          | Wittke |               |              |                                                     |

| Arbitro: | Broska |

|                                                              |           |              |
| Meier 25’ Rufer 33’, 89’ Neubarth 68’, 83’ Kutzop 86’ (rig.) | Marcatori | 36’ Basualdo |

| Arbitro: | Boos |

|  |           |            |
|  | Marcatori | 48’ Riedle |

| Arbitro: | Krug |

|                              |           |  |
| Bode 30’, 55’ Sauer 80’, 86’ | Marcatori |  |

| Arbitro: | Neuner |

|                 |           |            |
| Kögl 68’ (rig.) | Marcatori | 83’ Riedle |

| Brema 18 novembre 1989, ore 15:30 CET 17ª giornata | Werder Brema | 0 – 0 referto | Bayer Leverkusen | Weserstadion (23 800 spett.)\| Arbitro: \| Tritschler \| |
| Arbitro:                                           | Tritschler   |               |                  |                                                          |

#### Girone di ritorno
| Arbitro: | Richmann |

|                         |           |           |
| Neubarth 13’ Riedle 53’ | Marcatori | 39’ Golke |

| Arbitro: | Amerell |

|                         |           |             |
| Fuchs 26’ Chaloupka 85’ | Marcatori | 88’ Borowka |

| Arbitro: | Albrecht |

|                                          |           |           |
| Mill 14’ Dickel 15’ Lusch 31’ Möller 81’ | Marcatori | 47’ Rufer |

| Arbitro: | Föckler |

|                                                |           |  |
| Bratseth 40’ Neubarth 43’ Votava 72’ Rufer 87’ | Marcatori |  |

| Arbitro: | Schmidhuber |

|                                             |           |  |
| Bjelanov 7’, 16’ Hochstätter 29’ Criens 75’ | Marcatori |  |

| Brema 2 marzo 1990, ore 20:00 CET 23ª giornata | Werder Brema | 0 – 0 referto | Homburg | Weserstadion (12 122 spett.)\| Arbitro: \| Fux \| |
| Arbitro:                                       | Fux          |               |         |                                                   |

| Arbitro: | Krug |

|                        |           |              |
| Hermann 36’ Bogdan 55’ | Marcatori | 77’ Bratseth |

| Arbitro: | Muhmenthaler |

|                                         |           |  |
| Riedle 25’, 73’ Votava 31’ Neubarth 37’ | Marcatori |  |

| Mannheim 24 marzo 1990, ore 15:30 CET 26ª giornata | Waldhof Mannheim | 0 – 0 referto | Werder Brema | Stadion am Alsenweg (11 000 spett.)\| Arbitro: \| Broska \| |
| Arbitro:                                           | Broska           |               |              |                                                             |

| Arbitro: | Dellwing |

|                          |           |            |
| Bockenfeld 34’ Eilts 43’ | Marcatori | 11’ Furtok |

| Arbitro: | Weber |

|              |           |  |
| Andersen 57’ | Marcatori |  |

| Arbitro: | Boos |

|            |           |            |
| Riedle 83’ | Marcatori | 30’ Ridder |

| Arbitro: | Richmann |

|                                                |           |            |
| Rasmussen 9’ Frontzeck 34’ (rig.) Schmäler 55’ | Marcatori | 66’ Votava |

| Brema 28 aprile 1990, ore 15:30 CEST 31ª giornata | Werder Brema | 0 – 0 referto | Bayer Uerdingen | Weserstadion (20 406 spett.)\| Arbitro: \| Fröhlich \| |
| Arbitro:                                          | Fröhlich     |               |                 |                                                        |

| Arbitro: | Assenmacher |

|                                  |           |                |
| Bockenfeld 11’ (aut.) Schupp 54’ | Marcatori | 15’, 85’ Rufer |

| Arbitro: | Dardenne |

|                   |           |                           |
| Harttgen 28’, 38’ | Marcatori | 48’ Kohler 71’ Mihajlović |

| Arbitro: | Fux |

|             |           |                              |
| Fischer 75’ | Marcatori | 17’, 56’ Harttgen 59’ Riedle |

### Coppa di Germania
| Arbitro: | Föckler |

|           |           |                           |
| Golke 58’ | Marcatori | 49’ Burgsmüller 85’ Rufer |

| Arbitro: | Assenmacher |

|                             |           |                     |
| Grillemeier 46’ Vollmer 87’ | Marcatori | 14’, 54’, 86’ Rufer |

| Arbitro: | Eli |

|                     |           |                     |
| Störzenhofecker 12’ | Marcatori | 13’ Bode 53’ Riedle |

| Arbitro: | Weber |

|                            |           |  |
| Neubarth 2’, 27’ Rufer 45’ | Marcatori |  |

| Arbitro: | Kriegelstein |

|                      |           |  |
| Eilts 12’ Riedle 89’ | Marcatori |  |

| Arbitro: | Neuner |

|                             |           |                              |
| Labbadia 19’, 26’ Kuntz 30’ | Marcatori | 54’ Neubarth 72’ Burgsmüller |

### Coppa UEFA
| Arbitro: | Haraldsson |

|              |           |                         |
| Pedersen 87’ | Marcatori | 10’ Eilts 15’, 71’ Bode |

| Arbitro: | Agius |

|                        |           |  |
| Neubarth 66’ Sauer 89’ | Marcatori |  |

| Arbitro: | Halle |

|                                                          |           |  |
| Neubarth 14’ Hermann 23’ Riedle 58’ Rufer 73’ Kutzop 76’ | Marcatori |  |

| Arbitro: | Biguet |

|                    |           |  |
| Hasenhüttl 9’, 80’ | Marcatori |  |

| Arbitro: | Karlsson |

|                       |           |                                   |
| Alemão 52’ Careca 65’ | Marcatori | 41’ Neubarth 46’ Riedle 90’ Rufer |

| Arbitro: | Aladrén |

|                                               |           |            |
| Riedle 24’, 62’ Rufer 55’ Sauer 88’ Eilts 90’ | Marcatori | 70’ Careca |

| Arbitro: | Gifford |

|           |           |                                          |
| Varga 40’ | Marcatori | 32’ Bockenfeld 35’, 68’ Riedle 39’ Rufer |

| Arbitro: | Longhi |

|  |           |                                  |
|  | Marcatori | 25’ De Sart 80’ (rig.) Milošević |

| Arbitro: | Mikkelsen |

|                     |           |           |
| Landucci 90’ (aut.) | Marcatori | 78’ Nappi |

| Perugia 17 aprile 1990 Semifinale | Fiorentina | 0 – 0 referto | Werder Brema | Renato Curi (25 787 spett.)\| Arbitro: \| Biguet \| |
| Arbitro:                          | Biguet     |               |              |                                                     |

## Statistiche

### Statistiche di squadra
| Competizione      | Punti | In casa | In casa | In casa | In casa | In casa | In casa | In trasferta | In trasferta | In trasferta | In trasferta | In trasferta | In trasferta | Totale | Totale | Totale | Totale | Totale | Totale | DR  |
| Competizione      | Punti | G       | V       | N       | P       | Gf      | Gs      | G            | V            | N            | P            | Gf           | Gs           | G      | V      | N      | P      | Gf     | Gs     | DR  |
| ----------------- | ----- | ------- | ------- | ------- | ------- | ------- | ------- | ------------ | ------------ | ------------ | ------------ | ------------ | ------------ | ------ | ------ | ------ | ------ | ------ | ------ | --- |
| Bundesliga        | 34    | 17      | 8       | 7       | 2       | 34      | 11      | 17           | 2            | 7            | 8            | 15           | 30           | 34     | 10     | 14     | 10     | 49     | 41     | +8  |
| Coppa di Germania | -     | 2       | 2       | 0       | 0       | 5       | 0       | 4            | 3            | 0            | 1            | 9            | 7            | 6      | 5      | 0      | 1      | 14     | 7      | +7  |
| Coppa UEFA        | -     | 5       | 3       | 1       | 1       | 13      | 4       | 5            | 3            | 1            | 1            | 10           | 6            | 10     | 6      | 2      | 2      | 23     | 10     | +13 |
| Totale            | 34    | 24      | 13      | 8       | 3       | 52      | 15      | 26           | 8            | 8            | 10           | 34           | 43           | 50     | 21     | 16     | 13     | 86     | 58     | +28 |

### Andamento in campionato
| Giornata  | 1  | 2  | 3 | 4 | 5 | 6 | 7 | 8 | 9 | 10 | 11 | 12 | 13 | 14 | 15 | 16 | 17 | 18 | 19 | 20 | 21 | 22 | 23 | 24 | 25 | 26 | 27 | 28 | 29 | 30 | 31 | 32 | 33 | 34 |
| --------- | -- | -- | - | - | - | - | - | - | - | -- | -- | -- | -- | -- | -- | -- | -- | -- | -- | -- | -- | -- | -- | -- | -- | -- | -- | -- | -- | -- | -- | -- | -- | -- |
| Luogo     | T  | C  | C | T | C | T | C | T | C | T  | C  | T  | C  | T  | C  | T  | C  | C  | T  | T  | C  | T  | C  | T  | C  | T  | C  | T  | C  | T  | C  | T  | C  | T  |
| Risultato | N  | N  | V | N | N | N | V | P | P | P  | P  | N  | V  | V  | V  | N  | N  | V  | P  | P  | V  | P  | N  | P  | V  | N  | V  | P  | N  | P  | N  | N  | N  | V  |
| Posizione | 10 | 10 | 6 | 5 | 5 | 4 | 3 | 6 | 8 | 11 | 12 | 12 | 10 | 8  | 6  | 6  | 6  | 7  | 6  | 8  | 6  | 8  | 7  | 8  | 7  | 7  | 7  | 7  | 7  | 7  | 7  | 7  | 7  | 7  |

Legenda:

Luogo: C = Casa; T = Trasferta. Risultato: V = Vittoria; N = Pareggio; P = Sconfitta.

### Statistiche dei giocatori
| Giocatore      | Bundesliga | Bundesliga | Bundesliga  | Bundesliga | Coppa di Germania | Coppa di Germania | Coppa di Germania | Coppa di Germania | Coppa UEFA | Coppa UEFA | Coppa UEFA  | Coppa UEFA | Totale   | Totale | Totale      | Totale     |
| Giocatore      | Presenze   | Reti       | Ammonizioni | Espulsioni | Presenze          | Reti              | Ammonizioni       | Espulsioni        | Presenze   | Reti       | Ammonizioni | Espulsioni | Presenze | Reti   | Ammonizioni | Espulsioni |
| -------------- | ---------- | ---------- | ----------- | ---------- | ----------------- | ----------------- | ----------------- | ----------------- | ---------- | ---------- | ----------- | ---------- | -------- | ------ | ----------- | ---------- |
| M. Bockenfeld  | 30         | 2          | 2           | 0          | 5                 | 0                 | 1                 | 0                 | 9          | 1          | 0           | 0          | 44       | 3      | 3           | 0          |
| M. Bode        | 20         | 4          | 0           | 0          | 2                 | 1                 | 0                 | 0                 | 4          | 2          | 0           | 0          | 26       | 7      | 0           | 0          |
| U. Borowka     | 28         | 2          | 5           | 0          | 6                 | 0                 | 0                 | 0                 | 10         | 0          | 0           | 0          | 44       | 2      | 5           | 0          |
| R. Bratseth    | 29         | 2          | 3           | 1          | 6                 | 0                 | 0                 | 0                 | 10         | 0          | 0           | 0          | 45       | 2      | 3           | 1          |
| M. Burgsmüller | 11         | 1          | 2           | 0          | 2                 | 2                 | 0                 | 0                 | 0          | 0          | 0           | 0          | 13       | 3      | 2           | 0          |
| D. Eilts       | 31         | 1          | 3           | 1          | 6                 | 1                 | 1                 | 1                 | 9          | 2          | 0           | 0          | 46       | 4      | 4           | 2          |
| O. Freund      | 0          | 0          | 0           | 0          | 0                 | 0                 | 0                 | 0                 | 0          | 0          | 0           | 0          | 0        | 0      | 0           | 0          |
| C. Hanses      | 0          | 0          | 0           | 0          | 0                 | 0                 | 0                 | 0                 | 0          | 0          | 0           | 0          | 0        | 0      | 0           | 0          |
| U. Harttgen    | 13         | 5          | 0           | 0          | 1                 | 0                 | 0                 | 0                 | 1          | 0          | 0           | 0          | 15       | 5      | 0           | 0          |
| G. Hermann     | 28         | 1          | 1           | 0          | 5                 | 0                 | 0                 | 0                 | 7          | 1          | 0           | 0          | 40       | 2      | 1           | 0          |
| M. Kutzop      | 12         | 1          | 3           | 0          | 0                 | 0                 | 0                 | 0                 | 2          | 1          | 0           | 0          | 14       | 2      | 3           | 0          |
| N. Meier       | 7          | 1          | 2           | 0          | 1                 | 0                 | 0                 | 0                 | 2          | 0          | 0           | 0          | 10       | 1      | 2           | 0          |
| F. Neubarth    | 19         | 5          | 3           | 0          | 4                 | 3                 | 1                 | 0                 | 8          | 3          | 0           | 0          | 31       | 11     | 4           | 0          |
| J. Otten       | 27         | 0          | 4           | 1          | 6                 | 0                 | 1                 | 0                 | 9          | 0          | 0           | 0          | 42       | 0      | 5           | 1          |
| O. Reck        | 32         | 0          | 0           | 0          | 6                 | 0                 | 0                 | 0                 | 8          | 0          | 0           | 0          | 46       | 0      | 0           | 0          |
| K. Riedle      | 20         | 7          | 2           | 0          | 4                 | 2                 | 0                 | 0                 | 8          | 6          | 0           | 0          | 32       | 15     | 2           | 0          |
| J. Rollmann    | 2          | 0          | 0           | 0          | 1                 | 0                 | 0                 | 0                 | 2          | 0          | 0           | 0          | 5        | 0      | 0           | 0          |
| W. Rufer       | 34         | 10         | 0           | 0          | 5                 | 5                 | 0                 | 0                 | 10         | 4          | 0           | 0          | 49       | 19     | 0           | 0          |
| G. Sauer       | 18         | 2          | 2           | 0          | 3                 | 0                 | 0                 | 0                 | 5          | 2          | 0           | 0          | 26       | 4      | 2           | 0          |
| T. Schaaf      | 19         | 0          | 0           | 0          | 2                 | 0                 | 0                 | 0                 | 5          | 0          | 0           | 0          | 26       | 0      | 0           | 0          |
| M. Votava      | 30         | 3          | 7           | 0          | 6                 | 0                 | 0                 | 0                 | 10         | 0          | 0           | 0          | 46       | 3      | 7           | 0          |
| A. Wiedener    | 0          | 0          | 0           | 0          | 0                 | 0                 | 0                 | 0                 | 0          | 0          | 0           | 0          | 0        | 0      | 0           | 0          |
| T. Wolter      | 21         | 0          | 3           | 0          | 4                 | 0                 | 2                 | 0                 | 8          | 0          | 0           | 0          | 33       | 0      | 5           | 0          |